# Jay Tabb
Jay Anthony Tabb (Tooting, Inglaterra, 21 de febrero de 1984) es un exfutbolista británico nacionalizado irlandés que jugaba de centrocampista.
Tras finalizar su etapa de futbolista, se dedicó a competir en carreras de caballos.

## Selección nacional
Fue internacional con la selección de fútbol sub-21 de Irlanda.

## Clubes
| Club                        | País       | Año       |
| --------------------------- | ---------- | --------- |
| Brentford F. C.             | Inglaterra | 2001-2006 |
| Coventry City F. C.         | Inglaterra | 2006-2009 |
| Reading F. C.               | Inglaterra | 2009-2013 |
| Ipswich Town F. C. (cedido) | Inglaterra | 2013      |
| Ipswich Town F. C.          | Inglaterra | 2013-2016 |

## Palmarés

### Títulos nacionales
| Título                       | Club          | País       | Año  |
| ---------------------------- | ------------- | ---------- | ---- |
| Football League Championship | Reading F. C. | Inglaterra | 2012 |